# 太空船2号
縮尺複合體公司型號339 太空船2号（SpaceShipTwo）是一部亞軌道飛機，以攜帶太空遊客。這飛機是由民间的太空船公司，一家由縮尺複合體公司及維珍集團共同的合資企業開發，是Tier 1b計劃的一部分。飛機於2009年9月7日於加洲Mojave Air and Space Port正式向公眾宣佈。維珍銀河太空線計劃於2011年經營共五架次飛機隊的載客私人太空飛行服務，票費需20萬美元。
起飞由太空船载机白色骑士2号搭载，在18千米高空将太空船2号抛下，然后火箭助推器点火，舱内人员穿增压服抵抗重力加速度。达到3.3倍音速后，火箭发动机关闭  140,350ft，太空船2号依靠惯性爬升至 282,760ft（86KM）  处（美國標準80KM 算太空國際上卡門線約100KM），然后进行自由落体。在火箭发动机关闭到再入大气层之间大约会经历4.5分钟的失重状态。下降时采用与太空船1号相同的减速系统。
维珍银河準備建造五部太空船2号。在2007年10月，命名了其中的兩部。
1. VSS Enterprise（企業號）[2]（2009）
2. VSS Unity（團結號）[3]（前稱VSS Voyager（航海家號）[4]）
3. 暫未命名（1）
4. 暫未命名（2）
5. 暫未命名（3）

## 开发
在2006年9月28日，维珍集团创始人理查德·布兰森爵士在纽约賈維茨會議中心的NextFest博览会上推出了一个模拟的太空船2号乘客座舱。2009年12月7日，太空船的正式揭牌，并首次展示。本次活动所涉及的第一个太空船2号被当时的加州州长阿诺·施瓦辛格命名为VSS企业号。

### 试飞

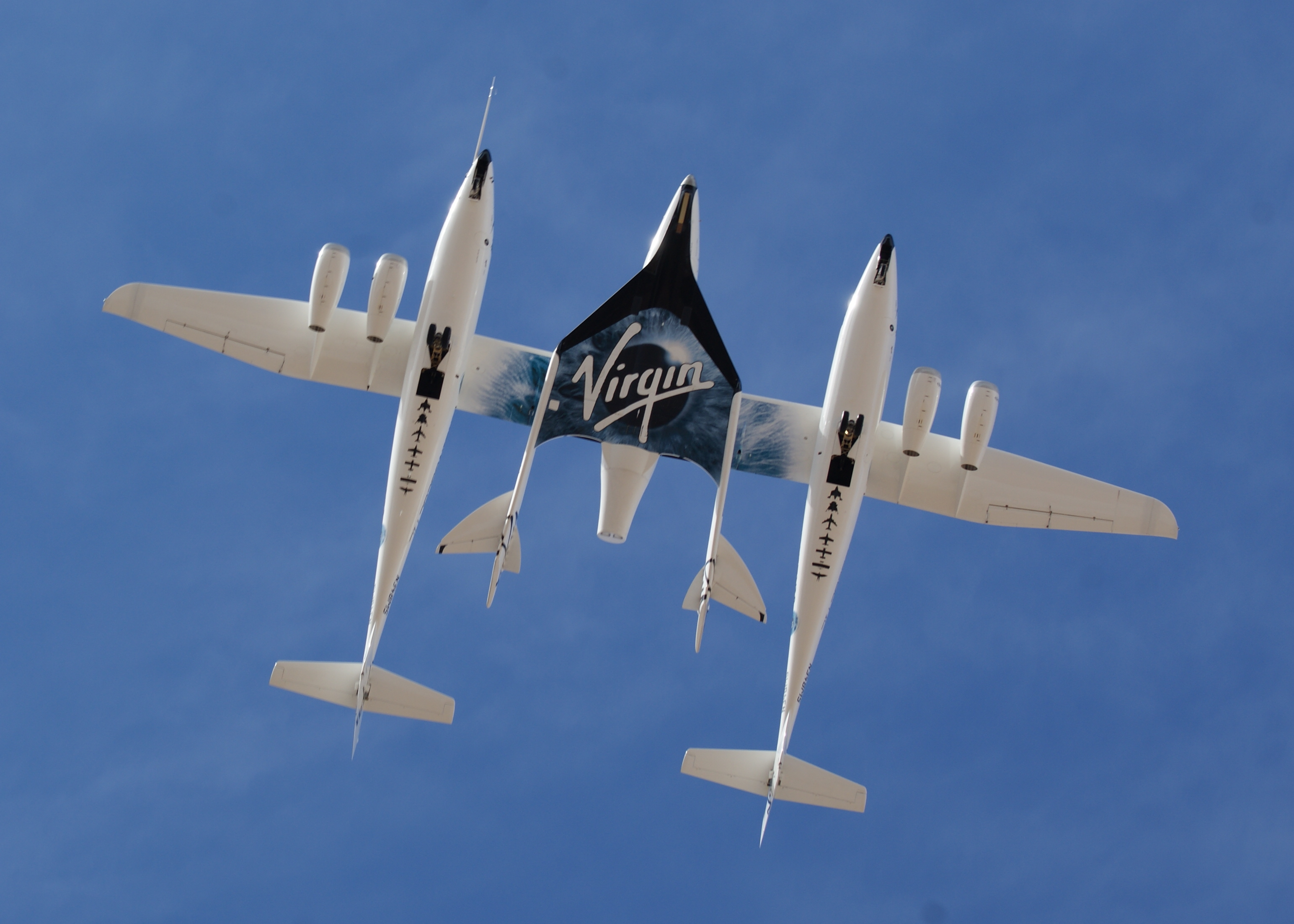
SpaceShipTwo in a captive flight configuration underneath White Knight Two, during the runway dedication of Spaceport America（美國太空港）in October 2010. VMS Eve is shown carrying VSS Enterprise.

2014年10月前，太空船2号已经进行了54次试飞。在这些飞行试验中飞船10次使用了它的“羽毛”翼布局。

### 2014年10月的意外

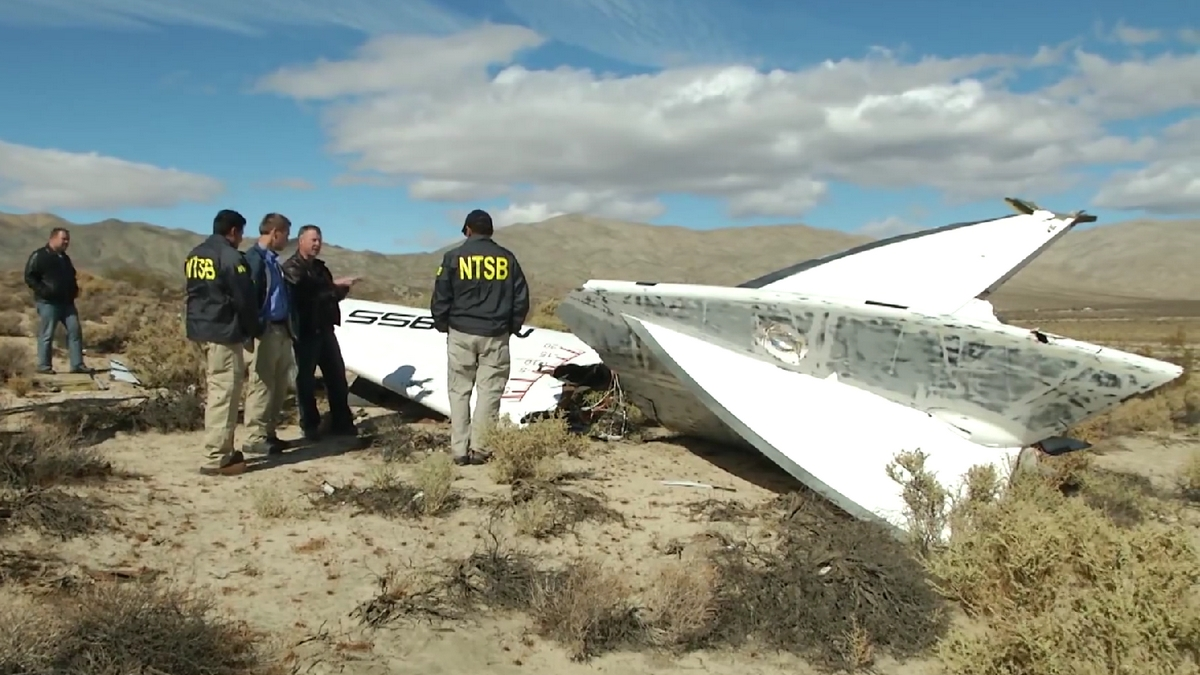
美国国家运输安全委员会（NTSB）Go-Team在检查VSS企业号的尾部部分。

2014年10月31日上午10時左右太空船2號就在脫離母船，準備繼續升空沒多久發生爆炸，隨即整架太空船斷成兩半快速墜落，墜毀在加州莫哈韦沙漠當中。从而导致一名飞行员受伤和另一名飞行员遇难死亡，是自2003年哥倫比亞號以來最嚴重的太空梭意外，也是第一次有人生還的太空飛機事故。
美国国家运输安全委员会的事故调查报告认为，副驾驶过快打开制动系统的锁紧装置，导致飞船尾翼呈現下降衝形態，发生结构性破坏，使飞船在空气动力过载的情况下解体。

### VSS企业号损失后
第二个太空船2号的试飞预计将在2015年的夏天被恢复，在太空船的建设完成时候。

### 成本
太空船2号的总开发成本在2011年5月估计约为4亿美元，比2007年预算中的1.08亿美元有显著增加。

### 到達太空邊緣
2018年12月13日，太空船2號「團結號」最高飛至海拔82.7公里，超過美國空軍認定的海拔80公里「太空邊緣」，順利達成載人飛入太空邊緣的試飛任務。
2019年2月22日，團結號同日首度載客，暫由維珍銀河公司成員摩西（Beth Moses）充作「未來的太空旅客」身分體驗，並同步執行相關測試與紀錄。
2021 年7月11日  布蘭森實現太空旅行

## 規格
来源：
基本信息
- 机组：2人
- 容量：6人

性能

## 参看
- 天龙号太空船（Dragon）
- 猎户座飞船
- 载人航天飞行列表
- 太空船1號
- 太空探索科技公司（SpaceX）
- 美國太空港